# Beirut Stock Exchange
Der Beirut Stock Exchange (BSE) ist die Hauptbörse des Libanon. Sie befindet sich in Beirut und wird von einem Ausschuss mit einem Vorsitzenden, einem stellvertretenden Vorsitzenden und acht Mitgliedern geleitet, die auf Vorschlag des Finanzministers durch einen Erlass des Ministerrates ernannt werden. Alle BSE-Mitglieder sind libanesische Aktiengesellschaften (SAL) mit einem Kapital von mehr als 500.000 libanesischen Pfund und sind beim Sekretariat des Handelsregisters in Libanon registriert. Zu den Mitgliedern zählen auch Holdinggesellschaften und Offshore-Gesellschaften. 

## Geschichte
Die Beiruter Börse ist die zweitälteste Börse in der Region und wurde 1920 durch einen Erlass des französischen Kommissars gegründet. Der Handel konzentrierte sich zu dieser Zeit auf Gold- und Devisentransaktionen. In den 1930er Jahren kam es jedoch zu einem Zufluss französischer, syrischer und lokaler libanesischer Investitionen, die es der BSE ermöglichten, sich zu entwickeln, insbesondere durch die Gründung gemischter libanesisch-französischer Aktiengesellschaften, die gleichzeitig an den Börsen von Paris und Beirut notiert wurden. Die Aktivitäten in den 1950er und 1960er Jahren nahmen zu, indem verschiedene Bank-, Industrie- und Dienstleistungsunternehmen sowie 50 börsennotierte Anleihen gehandelt wurden.
Während des libanesischen Bürgerkriegs wurde die Handelstätigkeit 1983 eingestellt. Nach 11 Jahren hat ein neues Verwaltungskomitee (in Zusammenarbeit mit der Bourse de Paris) die BSE mit einem neuen internen Statut neu strukturiert und die Mechanismen und Handelssysteme gestrafft. Es wurde ein neues automatisiertes Maklersystem eingeführt, das auf dem Festpreis anstelle der herkömmlichen OTC-Sprachmakler basiert. Am 22. November 1996 hat die BSE die Handelsaktivität in ihrer Halle offiziell wieder aufgenommen. BSE und Bourse de Paris haben im Juni 1999 ein Kooperationsabkommen unterzeichnet, und das neue europäische System NSC-UNIX-Euronext wurde eingeführt. Im Jahr 2000 wurden neue Arten von Wertpapieren wie DDR (Global Depository Receipt), Investmentfondsanteile, Vorzugsaktien und sonstige handelbare Derivate notiert. Ende 2006 führte die BSE ein neues Fernhandelssystem ein, mit dem die Broker von ihren eigenen Geschäftsstellen aus mit den an der BSE notierten Wertpapieren „aus der Ferne“ handeln können.

## Mitgliedschaften
- Sie ist angegliedertes Mitglied in der World Federation of Exchanges.[3]
- Arab Federation of Exchanges[4]